# Ellis Rowan

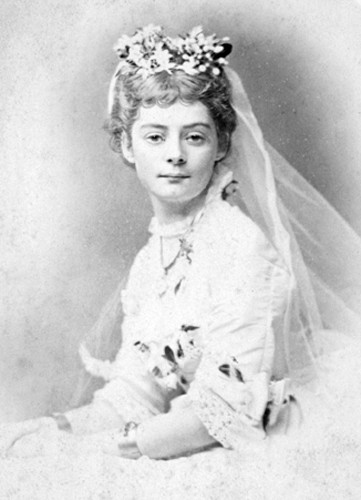
Ellis Rowan, 1873

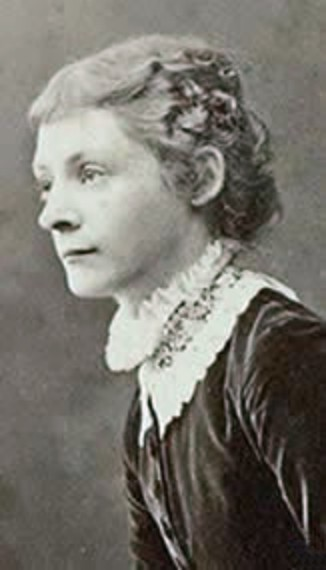
Ellis Rowan, 1873

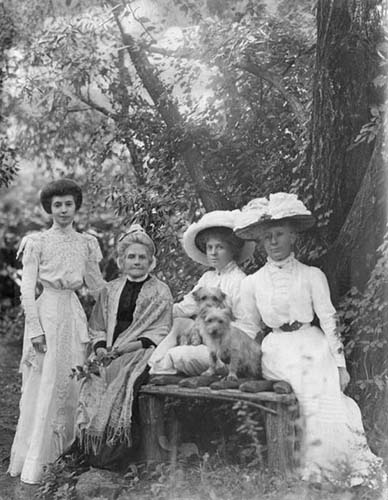
Ellis Rowan mit ihrer Mutter Marian Ryan und den Schwestern Mabel und Blanche Ryan im Garten von Derriweit Heights, Mount Macedon

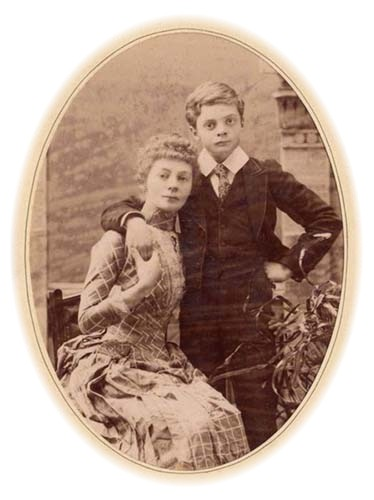
Ellis Rowan und ihr Sohn Eric (Puck) Rowan, 1886

Marian Ellis Rowan  (* 30. Juli 1848 in Melbourne, Australien; † 4. Oktober 1922 in Mount Macedon, Victoria, Australien) war eine australische Illustratorin, Malerin, Naturforscherin und Entdeckerin. Sie ist vor allem für ihre australischen Wildblumenbilder bekannt.

## Leben und Werk

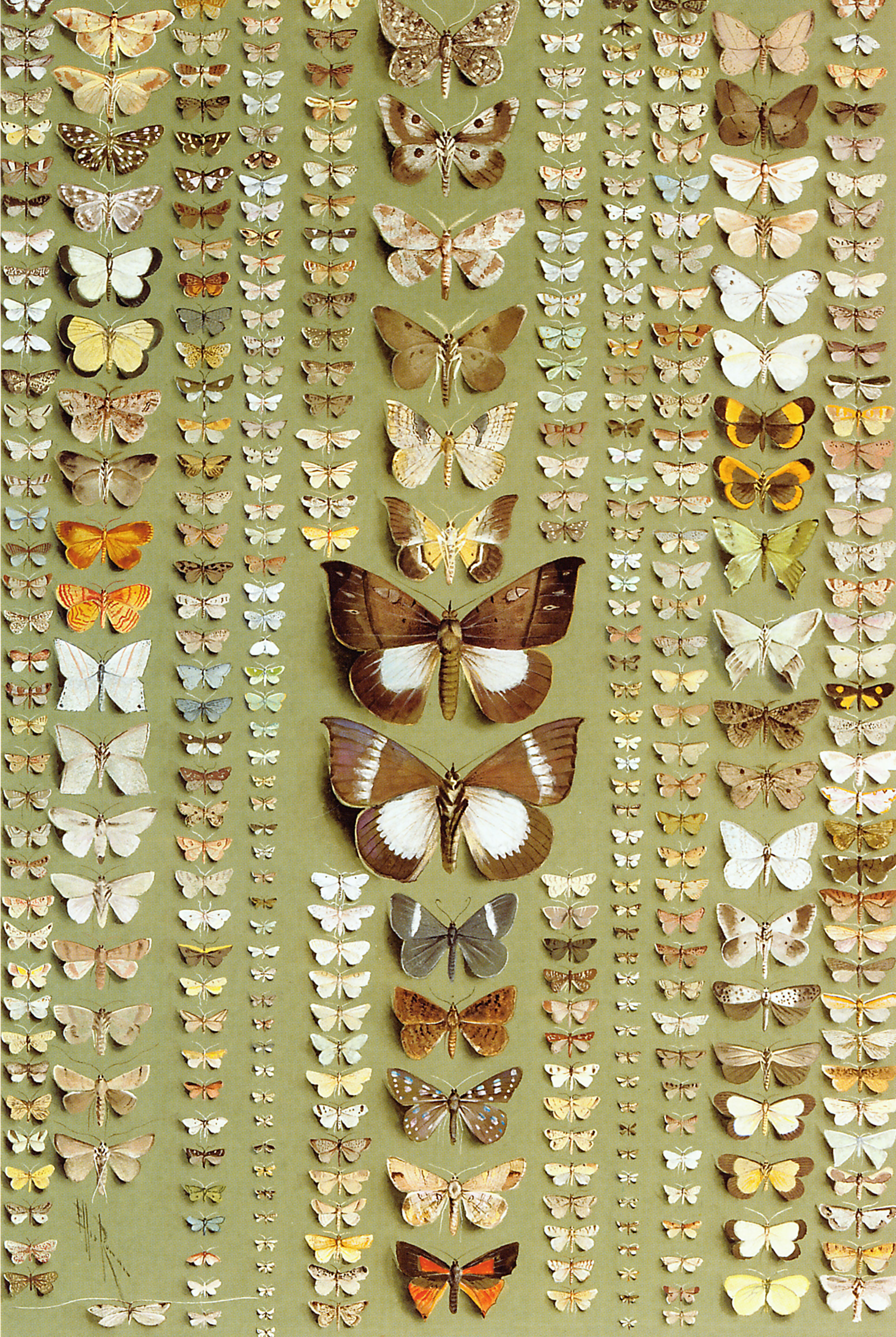
374 Motten von Neuguinea

Rowan war das erste Kind von Charles Ryan und seiner Frau Marian, geb. Cotton. Ihr Großvater John Cotton hatte zwei Bücher über englische Vögel geschrieben und illustriert, die sie erbte und die heute Teil der Sammlung der Nationalbibliothek sind. Sie besuchte eine Mädchenschule in Brighton, Victoria, hatte aber keine formale Ausbildung in Kunst. Sie stellte ihre Arbeiten erstmals 1872 auf der Intercolonial Exhibition in Melbourne aus und gewann eine Bronzemedaille.
Am 23. Oktober 1873 heiratete sie in Richmond (Victoria) den britischen Armeeoffizier Frederic Charles Rowan, der in den Taranaki-Kriegen gekämpft hatte und sich 1866 den neuseeländischen Streitkräften anschloss. Sie lebte mit ihm in Taranaki und 1875 wurde ihr Sohn geboren. Von ihrem Ehemann ermutigt, malte sie weiter und stellte ihre Arbeiten aus. Sie kehrte 1877 nach Melbourne zurück, wo ihr Mann 1882 General Manager der Australasian Electric Light Power and Storage Co. Ltd in London und später auch Geschäftsführer der Australian Electric Co. in Victoria wurde. 1886 wurde er zum Generalkonsul für Dänemark ernannt.
Rowan reiste viele Jahre durch Australien, um die Flora des Landes zu malen, manchmal in Begleitung ihrer Malgefährtin Margaret Forrest. Sie stellte ihre Arbeiten im Palace of Fine Arts auf der World’s Columbian Exposition 1893 in Chicago aus.
Ein Bekannter ihres Vaters, der Botaniker der viktorianischen Regierung, Ferdinand von Mueller, der 1857 zum Direktor der Royal Botanical Gardens in Melbourne ernannt wurde, engagierte Rowan, um ihn bei der Dokumentation australischer Pflanzen zu unterstützen. Sie war eine von mehreren Künstlerinnen, die von Mueller anstellte und sich damit dem Trend widersetzte, Naturgeschichte als eine von Männern dominierte Beschäftigung zu sehen. Sie lokalisierte und identifizierte viele Arten für ihn und folgte nicht seinem Vorschlag, in Deutschland botanische Kunst zu studieren. Viele ihrer Entdeckungen auf ihren Reisen klassifizierte und benannte von Mueller.
Nach dem Tod ihres Ehemanns 1892 war Rowan selten in Australien. Sie reiste nach Neuseeland, London und in die USA und stellte ihre Arbeiten aus. Während ihres zweijährigen Aufenthaltes in London nahm Königin Victoria drei ihrer Gemälde an und sie schrieb Flower Hunter in Queensland and New Zealand. In Amerika illustrierte sie drei botanische Texte für Alice Lounsberry. Sie kehrte 1905 nach Australien zurück, wo sie ihre Suche nach Wildblumen fortsetzte und diese zeichnete. Die südaustralische Regierung kaufte 100 und die Regierung von Queensland 125 ihrer Gemälde.
Rowan besuchte von 1916 bis 1918 zweimal Papua-Neuguinea und entdeckte und malte viele bisher nicht klassifizierte Blumen und suchte nach nicht identifizierten Paradiesvögeln. Sie reiste nur mit einheimischen Führern und es gelang ihr, siebenundvierzig der zweiundfünfzig bekannten Arten zu malen. Gesundheitlich angeschlagen durch Malaria kehrte sie nach Australien zurück und veranstaltete 1920 in Sydney eine Ausstellung mit 1000 Gemälden, der größten Sammlung, die bis dahin in Australien ausgestellt wurde. Als Reaktion auf den Druck von Frauenorganisationen erklärte sich 1921 die Regierung bereit, die Sammlung zu kaufen, aber bis zu ihrem Tod am 4. Oktober 1922 war noch keine Entscheidung getroffen worden. 1923 bot die Regierung 5000 australische Pfund für 947 Gemälde. Eine Reihe Künstler wehrten sich gegen den Kauf ihrer Arbeiten, da sie diese als Blumenmalerei betrachteten, die in Museen gehörte und nicht in Kunstgalerien.
Der Großteil ihrer Sammlung aus Australien und Neuguinea gehört der australischen Regierung und befindet sich in der National Library of Australia in Canberra, ebenso wie ein Porträt von ihr von John Longstaff.

## Anerkennungen

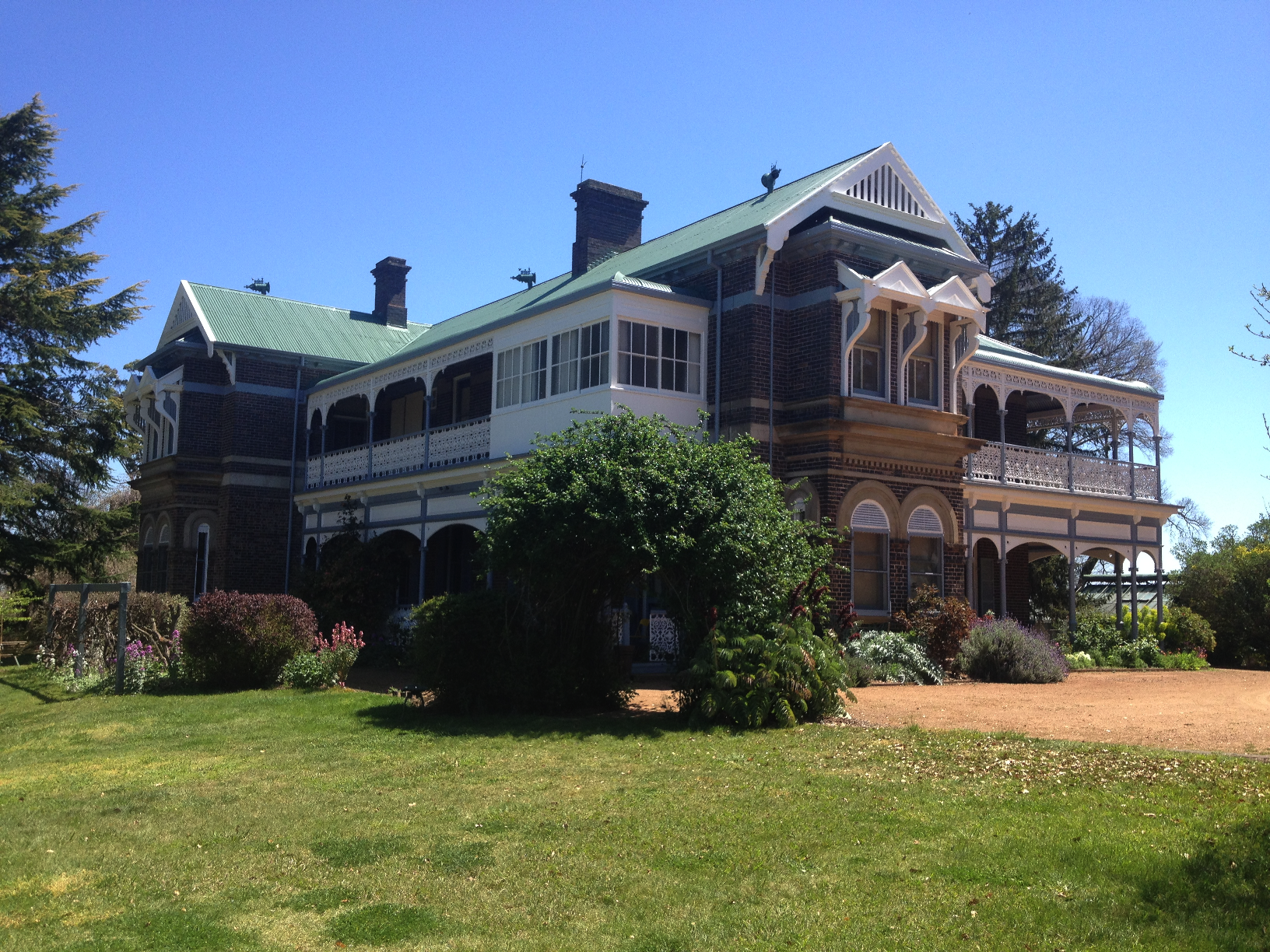
Das Hauptgebäude von Saumarez Homestead, einem National Trust-Anwesen in der Nähe von Armidale

- Prouds Ltd und die Flavelle Brothers of Sydney beauftragten Rowan eine Reihe exotischer Blumen zu malen, die von Künstlern wie Walter Sedgley, Albert Shuck, Edward Phillips auf Teeservices von Royal Worcester kopiert werden sollten. Eine Sammlung der Originalzeichnungen wird im Museum of Royal Worcester aufbewahrt.[5] Die Ellis Rowan China Collection befindet sich in Saumarez Homestead in Armidale.
- Eine Straße in Cook, einem Vorort von Canberra, ist ihr zu Ehren benannt.[6]
- Das Ellis Rowan-Gebäude war das erste Gebäude, das 1966 auf dem Gelände des Botanischen Gartens gebaut wurde, und beherbergte damals die Verwaltungsbüros sowie das ursprüngliche Herbarium.[7]

## Ausstellungen
Rowan stellte ihre Arbeiten auf internationalen Ausstellungen in Australien, Indien, England, Europa und den Vereinigten Staaten aus und wurde in dieser Zeit mit 10 Goldmedaillen, 15 Silbermedaillen und 4 Bronzemedaillen ausgezeichnet. 1888 wurden ihr auf der Centennial International Exhibition in Melbourne die höchsten Auszeichnungen verliehen.
- 1873: International Exhibition Melbourne
- 1879: Sydney International Exhibition
- 1879: Special Merit, Ellis Rowan, Macedon. Flower Painting, International Exhibition, Sydney
- 1883: International Colonial and Export Exhibition, Amsterdam
- 1833–1884: Calcutta International Exhibition
- 1886: Colonial and Indian Exhibition, London
- Melbourne International Exhibition (1880), ‘Vitam Excolvere per Artem’
- 1884: London International Exhibition, Crystal Palace
- 1888: Centennial International Exhibition, Melbourne
- 1892–1893: World Columbian Exposition in Commemoration of the Four Hundredth Anniversary of the Landing of Columbus[8]

## Illustrationen und Gemälde (Auswahl)

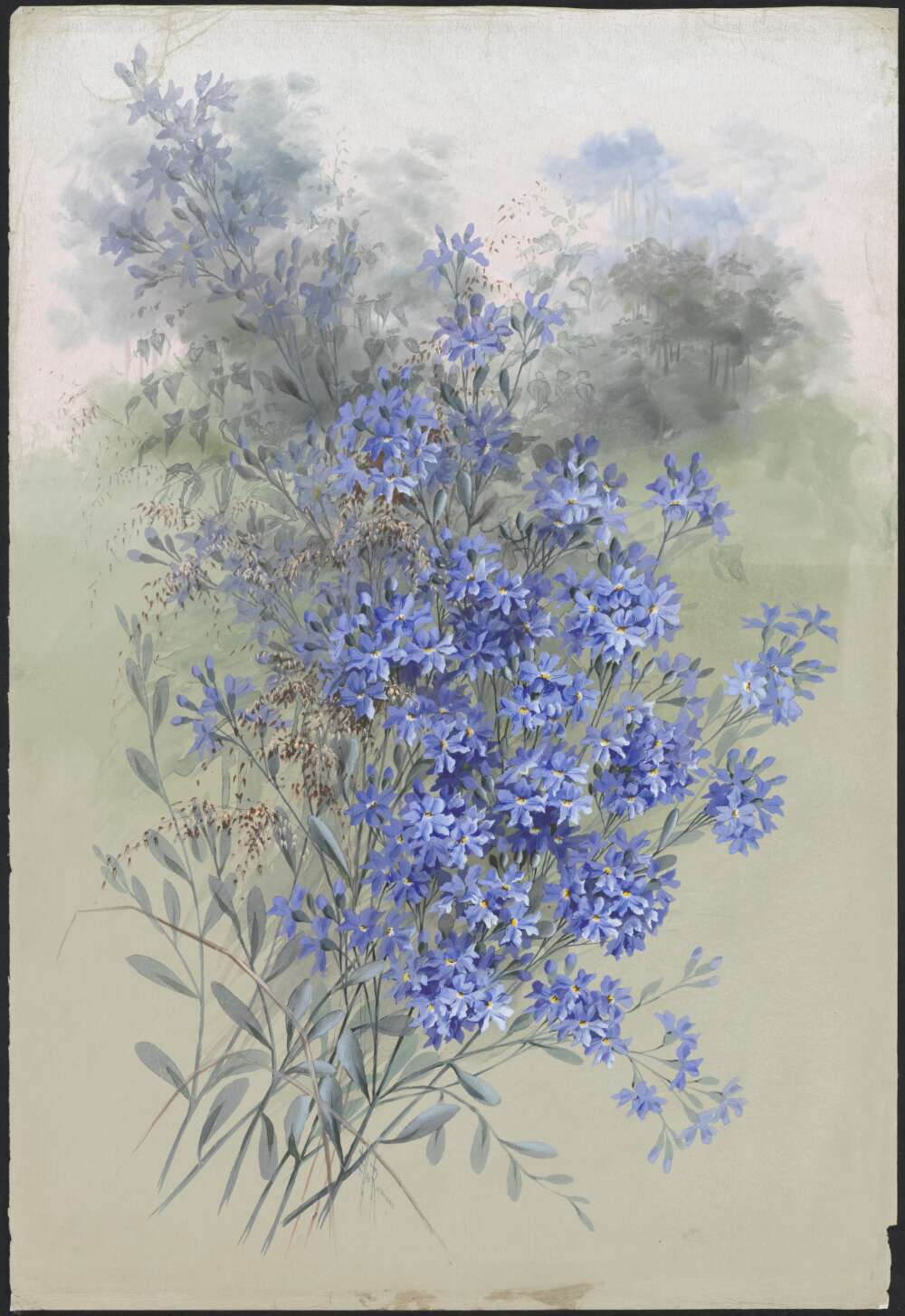
Aquarellbild von Dampiera altissima, 1906
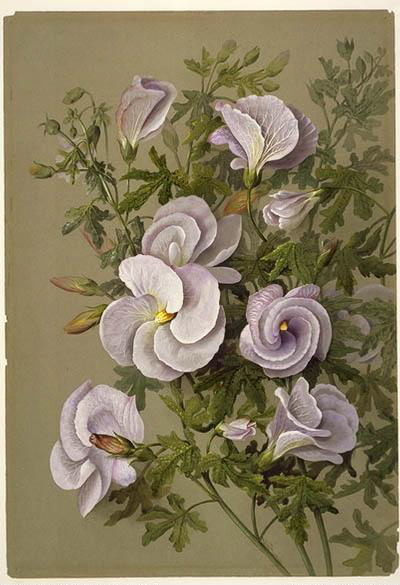
Aquarellbild Alyogyne huegelii
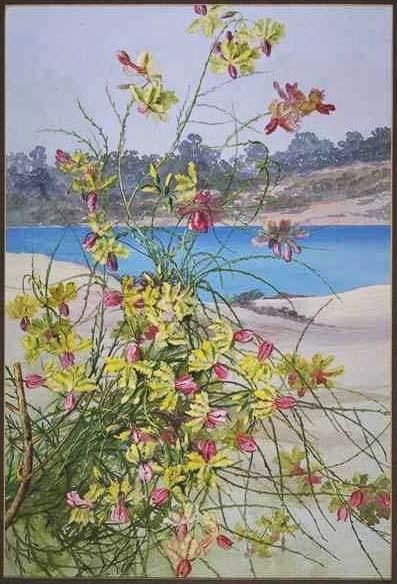
Lechenaultia linarioides
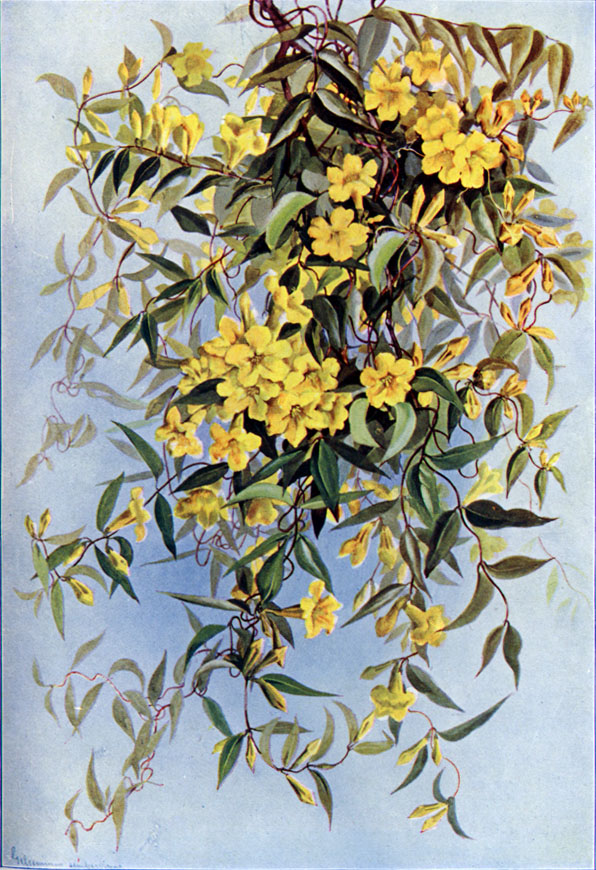
Gelsemium sempervirens in Southern Wild Flowers and Trees
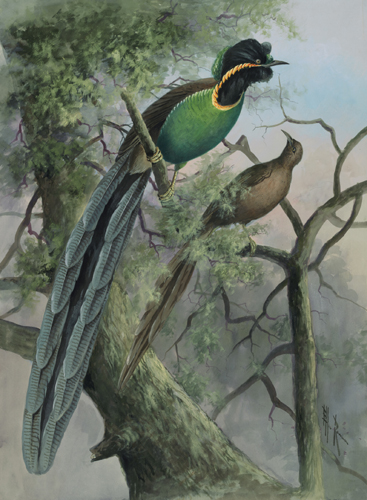
Astrapia rothschildi, Papua New Guinea
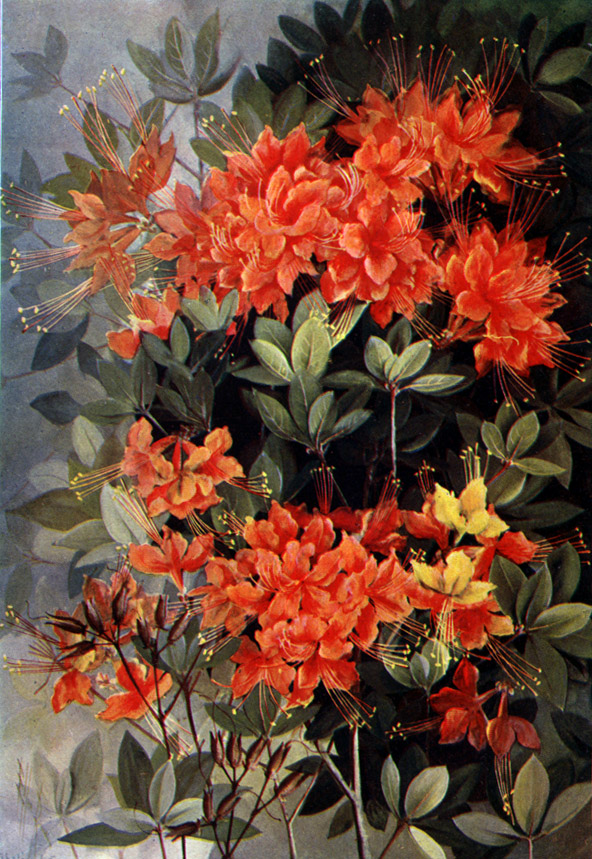
Rhododendron calendulaceum in Southern Wild Flowers and Trees
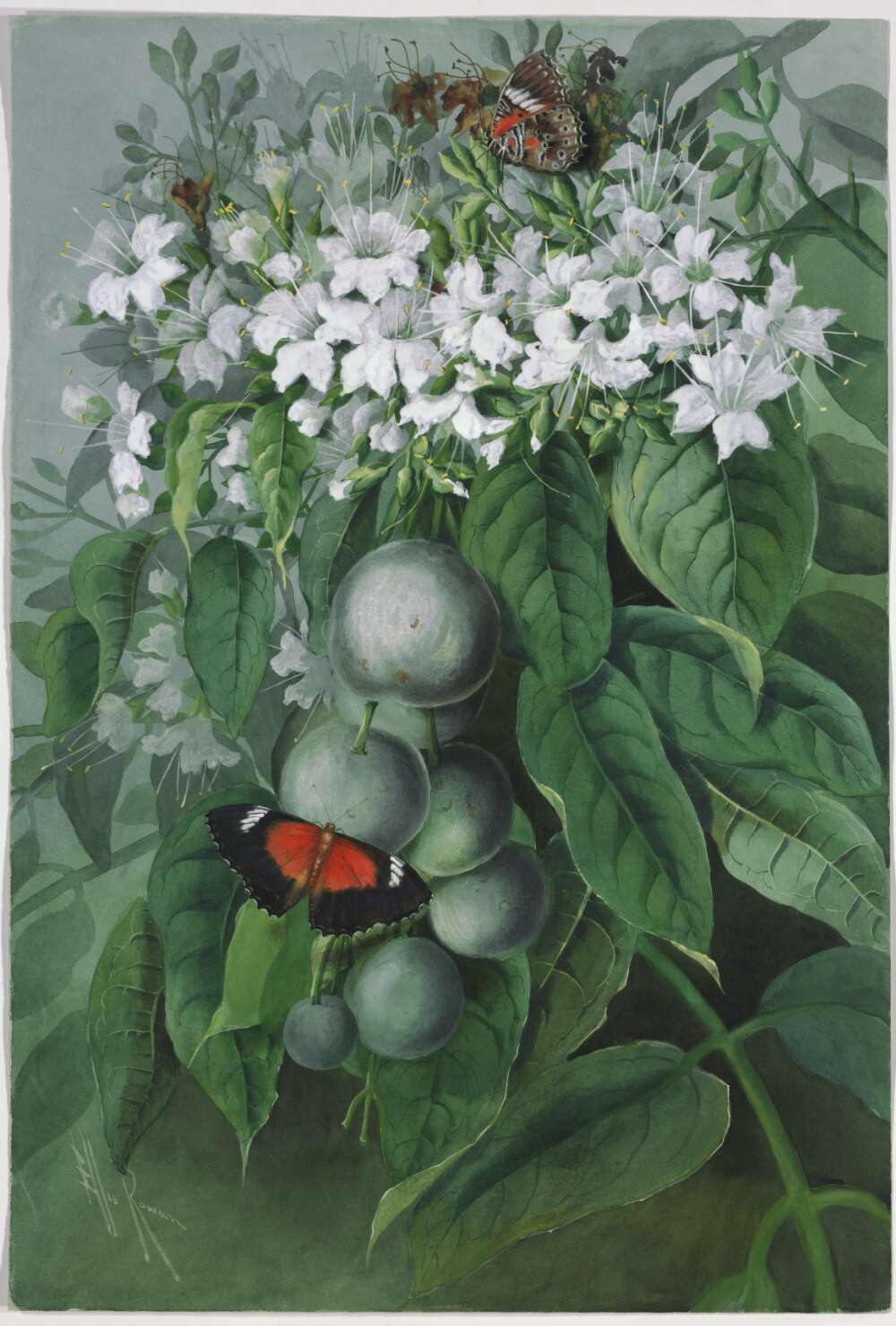
Faradaya deliciousa, um 1891
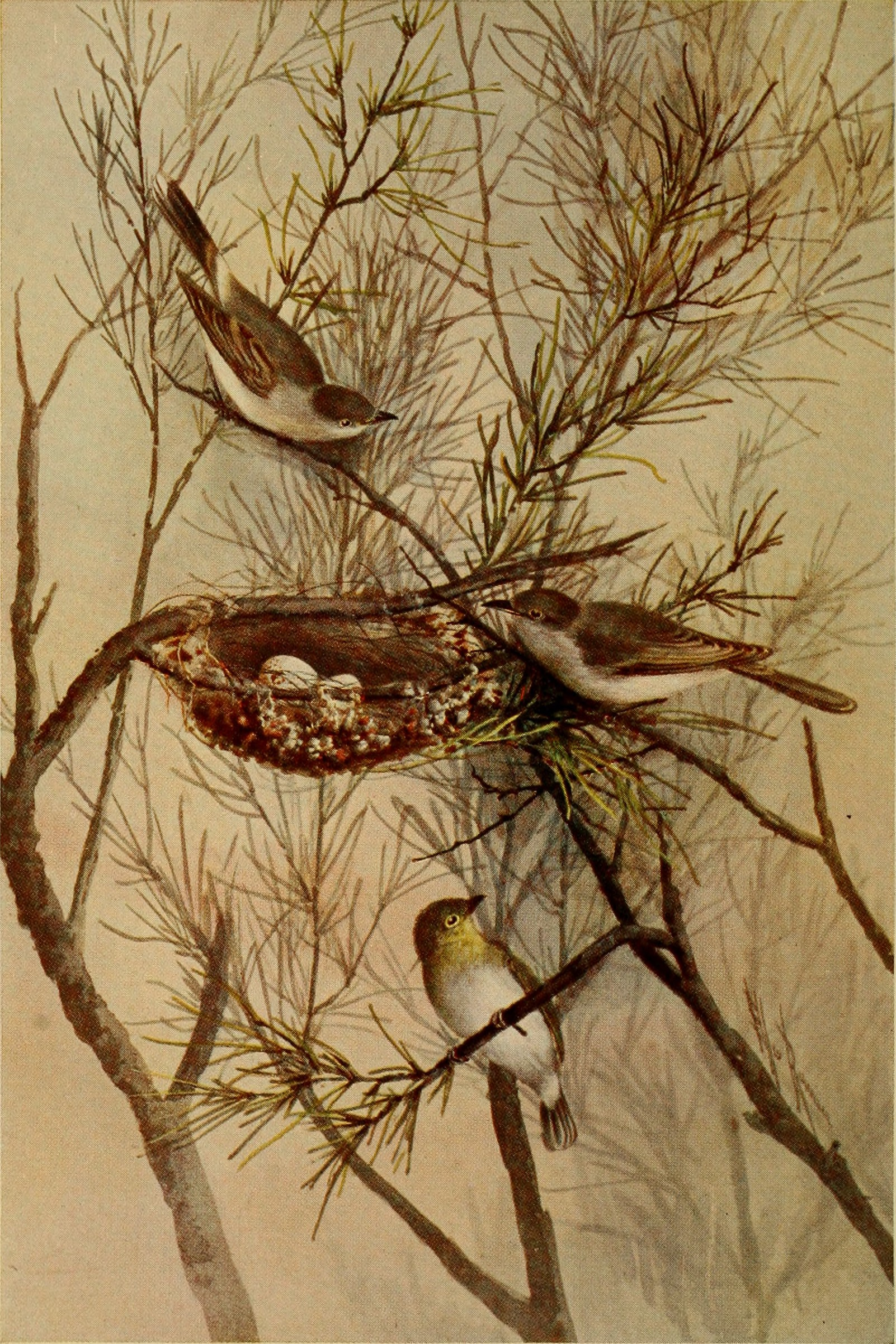
Lacustroica whitei. North
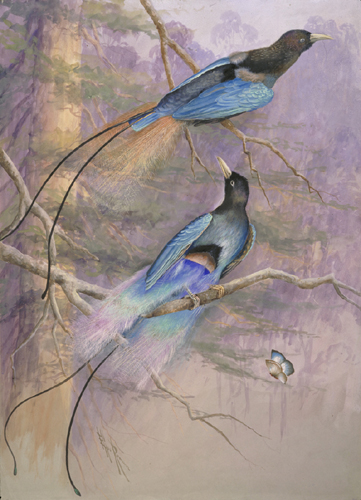
Paradisaea rudolphi, um 1917, Papua New Guinea
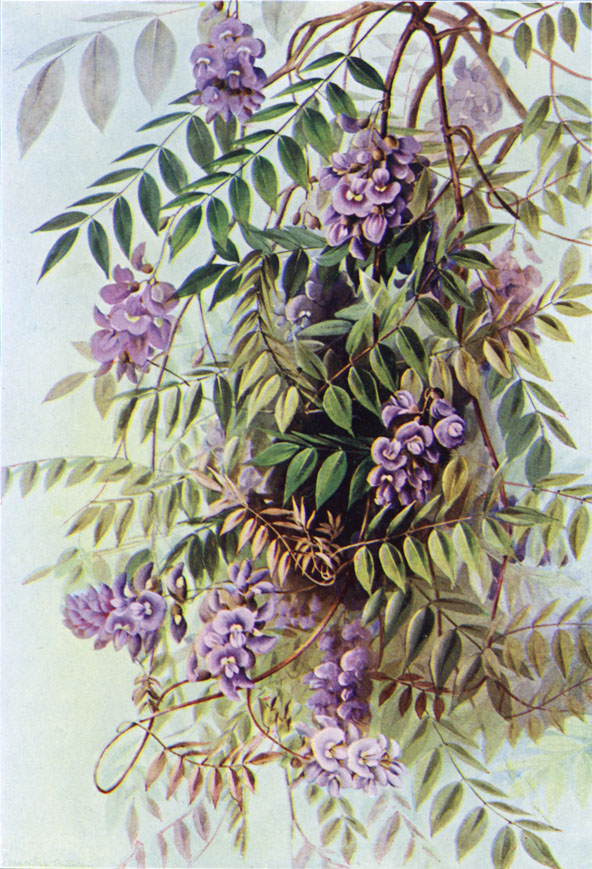
Wisteria frutescens in Southern Wild Flowers and Trees

## Veröffentlichungen (Auswahl)
- 1898: Flower Hunter in Queensland and New Zealand. Sydney: Angus & Robertson.
- 1899: mit Alice Lounsberry: A guide to the wild flowers. New York, Frederick A. Stokes company.
- 1899: mit Alice Lounsberry: A guide to the trees. New York, F.A. Stokes.
- 1901: Alice Lounsberry: Southern wild flowers and trees. New York, F.A. Stokes.
- 1908: Bill Baillie, his life and adventures. Melbourne, Whitcombe and Tombs.
- 1944:  mit Herbert P. Dickins: Australian wild-flowers : a popular introduction to the wild-flowers of Australia, with notes on their characteristics and the localities where they may be found. Melbourne, Robertson and Mullens.